# Lerum
Lerum è una città della Svezia, capoluogo del comune omonimo, nella contea di Västra Götaland. Ha una popolazione di 15.819 abitanti.